# Подводник № 18
„Подводник № 18“, оригинално име „UB-I-8“ (или само „UB-8“), е подводница от времето на Първата световна война (първоначално германска, после българска), първата подводница в историята на българския военноморски флот.
Принадлежи към типа „малки крайбрежни лодки“ UB-I според обозначенията в германския военноморски флот. Произведена е през април 1915 година в Германия, сглобена е в австро-унгарското пристанище Пула.

## В състава на българския флот

### Зачисляване
През март 1916 година след българско искане германското Морско министерство решава да предостави на българската страна една от действащите в Черно море подводници. Бойният флаг на Подводник № 18, както е заведена в българските щатове подводницата, е вдигнат на 25 май 1916 година. Нейна постоянна флотска база е пристанището на двореца Евксиноград. По време на първото ѝ учебно-демонстрационно плаване из Варненския залив и потапянето ѝ, на борда присъстват князете Борис Търновски и Кирил Преславски.
Подробно описание на предаването на подводницата на българския военен флот се съдържа в Доклад № 4827 от 29 май 1916 г. на германския военноморски аташе капитан III ранг Ханс-Юрген фон Арним в София, изпратен до държавния секретар на германското Имперско министерство на марината адмирал Алфред фон Тирпиц в Берлин:
„На 25 май, в 10.00 часа сутринта, предаването се състоя на кея на пристанището в Евксиноград. UB 8 стоеше на кея с развят флаг, гюийс и вимпел. Екипажът беше строен на палубата. Зад подводницата лежаха 3 български торпедни катера с германския флаг на мачтите, на кея беше строен новият български екипаж на подводницата, български почетен караул с музика, там бяха и свободните от служба екипажи от българския флот, а също и незаетите офицери и екипажи от германския военноморски летателен отряд. Присъстваха също така командирът на разположения във Варна германски пехотен полк подполковник Людеке със своя адютант, императорският консул Франо, както и редица висши български офицери. Кеят беше богато украсен с флагове и вимпели, така че на зрителите се предлагаше едно пъстроцветно военно-морско представление, благоприятствано до голяма степен от прекрасното лятно време. Два немски хидроплана кръжаха високо в прозрачно синьото лятно небе“.
През 1916 година се постига договореност за предаването на българския флот на още една германска подводница – еднотипната „UB-I-7“ (или само „UB-7“), но през септември същата година загива заедно с български подофицер, стажуващ на нея.

### Екипаж
През пролетта на 1916 година започва подготовката на 2 екипажа за българската подводница – основен и дублиращ. Едновременно с това в германската подводно-ремонтна база в Кил преминава обучение и 10-членна бригада от български технически персонал.
Макар че според германското щатно разписание екипажът на този тип подводници се състои от 14 души, на българската подводница е зачислен екипаж от 17 офицери, подофицери и матроси. В някои случаи екипажът нараства до 20 души, което се смята за недопустимо в германския флот. За командир е назначен лейтенант Никола Тодоров, а за помощник-командир – мичман I ранг Иван Вариклечков. Дублиращ командир е лейтенант Г. Славянов.

## Бойна служба

### В германския флот
В началото на своя боен път подводницата служи в германската Константинополска полуфлотилия подводници, базирана в Цариград, чието предназначение е борба срещу руския флот. От септември 1915 година UB-I-8 е на база във Варна (Евксиноград) заедно с UB-7. По време на руската бомбардировка над Варна на 14 октомври 1915 година тези 2 германски подводници атакуват руската флота, като я принуждават да прекрати нападението и да се оттегли.

### В българския флот
След зачисляването на Подводник № 18 в състава на българския военноморски флот неговите постоянни маршрути са: Варна – Калиакра и обратно, Варна – Калиакра – Мангалия – Кюстенджа и обратно, Варна – Бургас – Созопол и обратно. На 6 септември 1916 година Подводник № 18 се промъква през минните полета в румънското пристанище Кюстенджа и предава по радиото съобщение за разположението на вражеските сили. На връщане среща в надводно положение 2 руски подводници и се приготвя за атака, но противникът я засича и успява да се изплъзне, като използва по-голямата си скорост.
В следващите месеци подводницата на няколко пъти среща противникови кораби, които успяват да се изплъзнат. До края на 1916 година подводницата попада 8 пъти в минни полета, от които излиза благодарение на своя късмет. На 13 декември 1916 година само с появяването си Подводник № 18 успява да прекрати руска бомбардировка над Балчик, като принуждава руските кораби да се оттеглят от българското крайбрежие.
През 1917 година действията на подводницата не са толкова интензивни поради намалялата руска активност, изцяло прекратена след излизането на Русия от войната. Подводницата изчезва.
Десетилетия наред се смята, че след Солунското примирие от 1918 година подводницата е откарана от френските окупационни части в Цариград, където се предполага, че е била нарязана на части, а двигателите и механизмите ѝ – продадени.
На 7 юли 2011 година началникът на ВМС контраадмирал Пламен Манушев съобщава, че потъналата подводница, открита през 2010 година на 13 мили югоизточно от Варна на 30 m дълбочина, е именно „Подводник № 18“. Водолази са разчистили отделни елементи и са заснели производствени надписи, които недвусмислено потвърждават идентификацията.
Водолази на ВМС изваждат едно от оръдията на подводницата и сега то е изложено във Военноморския музей във Варна. Оръдието е 37 мм, американско, но носи туграта (печата) на туския султан Абдул Хамид II, което показва, че вероятно е било поставено на подводницата по време на престоя ѝ в Константинопол под немски флаг.